# Philodicus ocellatus
Philodicus ocellatus är en tvåvingeart som beskrevs av Becker 1922. Philodicus ocellatus ingår i släktet Philodicus och familjen rovflugor.
Artens utbredningsområde är Sudan. Inga underarter finns listade i Catalogue of Life.